# Jezioro Długie (gmina Krasnopol)
Jezioro Długie – jezioro w Polsce, położone w województwie podlaskim, w powiecie sejneńskim, w granicach miejscowości Krasnopol, w odległości 1,5 km na północny zachód od Urzędu Gminy i kościoła.
Jego długość to około 2600 m, szerokość około 800 m w najszerszym miejscu, powierzchnia 105,8 ha największa głębokość około 37 m. Jezioro jest bezodpływowe, zasilane jedynie licznymi źródłami i ciekami wodnymi. Brzegi łagodne piaszczyste, dostępne w 80%. To jezioro jest połączone tzw. przejmą z jeziorkiem pod potoczną nazwa Buchta o powierzchni 8 ha.